# Tag7
tag7 (ehemals: Gott und die Welt) ist seit dem 12. Februar 2006 eine wöchentliche Dokumentations- und Reportagesendung des WDR.

## Handlung
Die Sendung begann ursprünglich im WDR Fernsehen am 1. Januar 1967 unter dem Titel Gott und die Welt als Fernseh-Sendereihe zu kirchlichen und gesellschaftlichen Themen. Sie wurde vom WDR als 15-minütige Gesprächssendung ausgestrahlt, aber zeitweise auch als monothematisches Feature, Magazinsendung oder Reportage. Bis zum 5. Februar 2006 lief die Sendung unter dem Titel Gott und die Welt. Ab dem 12. Februar 2006 wurde sie dann erstmals in der Folge Zwischen Köfte und Kartoffeln – Familienkonflikte auf deutsch-türkisch unter dem Titel tag7 ausgestrahlt.
Die Sendereihe berichtet seit 1999 in 30-Minuten-Beiträgen über Schicksale und Hintergründe menschlicher Geschichten aus aller Welt. Die Themen sind oft soziale Konflikte, Veränderungen durch globales Wirtschaften, ethische Herausforderungen, die Frage nach dem Sinn des Lebens und wie man Krisen trotz Rückschlägen meistert. Die Sendung erhielt für ihre Reportagen und Dokumentationen schon mehrere Preise. 

## Auszeichnungen
- 2004: Religion Today–Preis
- 2005: Religion Today–Preis
- 2006: Mediasojus-Preis
- 2007: Gewinner des TV3 International Awards des katalanischen Fernsehsenders TV3
- 2007: Otto-Brenner-Preis für die Folge Profit um jeden Preis – Markt ohne Moral von Ingolf Gritschneder
- 2007: Willi-Bleicher-Preis
- 2009: Medienpreis des Bundesministeriums für Entwicklung und Technische Zusammenarbeit
- 2009: Medienpreis der Deutschen Geographie
- 2009: intermedia-globe GOLD – Preis auf dem Hamburger World Media Festival